# جيف فيريس
جيف فيريس (بالإنجليزية: Geoff Ferris)‏ هو لاعب كرة قدم بريطاني، ولد في القرن 20.